# Макгихи, Эрен
Кеннет Эрен Макгихи (англ. Kenneth Ehren McGhehey), также известный как «Опасный Эрен» (Danger Ehren) (род. 29 ноября 1976, Мак-Минвилл, Орегон) — американский каскадёр и актёр, бывший сноубордист. Наиболее известен как один из актёров франшизы «Чудаки».

## Биография
Всю юность катался на скейтборде и сноуборде. Стал профессиональным сноубордистом, но из-за травм оставил спорт. Работая в скейт-магазине в Портленде, Орегон, начал снимать трюки на видео и был замечен будущим режиссёром «Чудаков» Джеффом Тремэйном.

## «Чудаки»
Появлялся во всех трёх сезонах телесериала «Чудаки» и четырёх фильмах франшизы, часто выступая под прозвищем «Опасный Эрен». Был объектом множества шуток со стороны съемочной группы «Чудаков», в том числе в печально известном скетче «Террористическое такси» из «Придурков». В этом трюке Макгихи, чтобы напугать водителя такси, был одет как стереотипный мусульманский террорист; часть его костюма включала в себя приклеенную к лицу бороду, сделанную из сбритых лобковых волос, предоставленных всей съёмочной группой. В подкасте со Стивом-О Макгихи говорил, что некоторые из этих шуток были равносильны буллингу, и что некоторые из них происходили за кадром. Макгихи получил несколько очень серьёзных травм на съёмках франшизы, включая перелом черепа, когда его здоровый зуб вырвали веревкой, привязанной к Lamborghini Бэма Марджеры, и разрыв яичка после того, как Дэйв Ингленд прыгнул ему на мошонку с пого-стиком.

### Первый сезон
В первой серии переодевался в игрока регби, приезжал к закусочной и, когда автомобиль подъезжал к окошечку покупки и брал заказ, Эрен подбегал, хватал заказ, кидал его на пол и убегал.
Во второй серии в роли слепого садился в машину и при попытке сдвинуться с места таранил стоящие рядом автомобили. Позже он сбивал велосипедиста, который на самом деле был подставным каскадёром. Всё это происходило на глазах у прохожих.
В четвёртой серии посетил солярий, в котором сделал себе на груди надпись Jackass.
В пятой серии участвовал в эпизоде Pogo, в котором прыгал на пого-стике по городским ландшафтам: мусорным бакам, фонтанам и прочим сооружениям.
В шестой серии выступал в роли судьи в эпизоде, где Косик и Дэйв приходили в спортивный магазин и начинали играть там в баскетбол. В этой же серии Эрен наведывался в магазин с надписью «Нет обуви, нет шорт — нет и обслуживания», естественно, без всего перечисленного.
В седьмой серии катался на детском самокате с горок (Extreme scootin').
В восьмой серии в эпизоде California bobsledding, Эрен вместе с Дейвом катались по окраинам города в магазинной тележке в костюмах бобслеистов.

### Второй сезон
В первой серии, в эпизоде Human bullseye Эрен облачался в костюм с мишенью на груди и получал в неё всевозможные удары.
Во второй серии Эрен получал струю из огнетушителя себе в лицо.
В третьей серии наряжался в утку и ходил по парку, пугая настоящих уток.

## Другая деятельность
Владеет и управляет магазином коньков в Макминнвилле. Работает над фильмами и телевизионными проектами.